# Максимов, Виталий Васильевич
Виталий Васильевич Максимов (1941—2020) — советский и российский виолончелист, дирижёр и музыкальный педагог, профессор Института искусств и культуры и заслуженный профессор Томского государственного университета. Заслуженный артист РСФСР (1985).

## Биография
Родился 15 мая 1941 года в городе Коломна Московской области.
С 1960 по 1963 год обучался в Первом Московском областном музыкальном училище. С 1965 по 1968 год обучался на оркестровом факультете Государственного музыкально-педагогического института имени Гнесиных.
С 1968 по 1981 год работал на педагогической работе в должности преподавателя и руководителя камерного оркестра Томского областного музыкального училища.  С 1968 по 1977 год одновременно с педагогической деятельностью являлся виолончелистом Томской областной государственной филармонии. С 1973 года был основателем и первым руководителем Клуба камерной музыки Томского Дома учёных. С 1977 года был назначен концертмейстером группы виолончелистов Томского академического симфонического оркестра, оркестр гастролировал в различных странах мира, в том числе в таких странах как: Великобритания, Люксембург, Италия, Польша, Югославия, Франция и Германия. С 1983 года назначен  художественным руководителем Ансамбля скрипачей Томского государственного университета, коллектив  под руководством Максимова становился лауреатом всероссийских и международных фестивалей. С 1993 года — преподаватель, с 1994 года — доцент кафедры музыкального искусства, с 2000 года — профессор Института искусств и культуры Томского государственного университета. С 2002 года — организатор, художественный руководитель и дирижёр Камерного оркестра Томского государственного университета.
Под руководством и при непосредственном участии Максимова впервые в Томске начали исполняться концерты таких композиторов как: Р. Штрауса, Д. Д. Шостаковича, Э. В. Денисова, А. И. Хачатуряна и С. С. Прокофьева. В репертуаре Максимова было  свыше ста пьес, а так же более сорока сонат и концертов на виолончели.
16 мая 2012 года Виталию Васильевичу Максимову было присвоено почётное звание —
заслуженный профессор Томского государственного университета.
25 июля 1985 года Указом Президиума Верховного Совета РСФСР «За заслуги в области культуры и искусства» Виталию Васильевичу Максимову было присвоено почётное звание — Заслуженный артист РСФСР
Скончался 2 ноября 2020 года в Томске от коронавирусной инфекции.

## Награды
- Медаль «За трудовую доблесть» (1981[1])

### Звания
- Заслуженный артист РСФСР (25.07.1985[1])
- Почётный работник высшего профессионального образования Российской Федерации (16.08.2006[1])